# De Laere, Popelier & Desmet Partners
De Laere, Popelier & Desmet Partners is een onderaannemer van Vlaamse Vervoermaatschappij "De Lijn" en voert ritten uit in de regio Kortrijk en Roeselare. Het bedrijf heeft zijn stelplaatsen de Kachtemstraat te Roeselare en de Meensesteenweg te Kortrijk. Het wordt ook wel Coach Partners genaamd

## Uitgebate lijnen
| lijnnr. | Benaming                          |
| ------- | --------------------------------- |
|         | Stadsnet Roeselare                |
| 15      | Kortrijk - Kooigem - Spiere       |
| 80      | Roeselare - Tielt                 |
| 80S     | Roeselare - Tielt Sneldienst      |
| 81      | Kortrijk - Marke - Lauwe - Rekkem |
| 83      | Kortrijk - Aalbeke - Moeskroen    |

Na de besparingsronde in juli 2012 wordt lijn 80 Kortrijk-Marke niet meer gereden, maar heeft men ritten gekregen op lijn 60 Kortrijk-Roeselare (5) en 94 Ieper-Roeselare (4).

## Wagenpark
| Busnummer | Fabrikant | Carrosserie/Type                    | Bouwjaar | Opmerkingen |
| --------- | --------- | ----------------------------------- | -------- | --- |
| 500101    | Mercedes  | Citaro K                            | 2007     | |
| 500102    | Mercedes  | Citaro K                            | 2007     | BUITEN DIENST |
| 500103    | Mercedes  | Citaro K                            | 2007     | BUITEN DIENST |
| 500104    | Mercedes  | Citaro K                            | 2007     | BUITEN DIENST |
| 500105    | Mercedes  | Citaro K                            | 2007     | |
| 500106    | Mercedes  | Citaro K                            | 2007     | BUITEN DIENST |
| 500107    | Mercedes  | Citaro K                            | 2007     | BUITEN DIENST |
| 500108    | Mercedes  | Citaro K                            | 2007     | |
| 500109    | Mercedes  | Citaro K                            | 2007     | |
| 500110    | Mercedes  | Citaro K                            | 2007     | BUITEN DIENST |
| 500111    | Mercedes  | Citaro K                            | 2007     | eerste Citaro K bij deze firma                                                                                              |
| 500112    | Mercedes  | Citaro K                            | 2007     | |
| 500113    | Mercedes  | Citaro K                            | 2007     | |
| 500114    | Mercedes  | Joost Sprinter II                   | 2010     | wordt momenteel gehuurd door De Lijn stelplaats Kortrijk/Ieper                                                              |
| 500115    | VDL       | VDL Bus & Coach Citea SLE           | 2013     | |
| 502601    | VDL       | Jonckheere Transit 2000             | 2007     | hernummerd naar 550314 |
| 502602    | VDL       | Jonckheere Transit 2000             | 2007     | is volledig beplakt met een reclamelivrei voor lijn 80/80S                                                                  |
| 502603    | VDL       | Jonckheere Transit 2000             | 2007     | |
| 502604a   | MAN       | Lion's City G                       | 2014     | ex 221014, was tijdelijke bus in afwachting van de 502604b, reed van september 2014 tot en met oktober 2014                 |
| 502604b   | VDL       | VDL Bus & Coach Citea SLFA (geleed) | 2014     | kwam in dienst in november 2014 ter vervanging van de 502604a (MAN Lion's City G), is de allereerste gelede Citea in België |
| 550301    | VDL       | Jonckheere Transit 2000             | 2002     | rijdt sinds juli 2012 in stelplaats Roeselare voor de ritjes op lijn 94                                                     |
| 550302    | VDL       | Jonckheere Transit 2000             | 2002     | BUITEN DIENST |
| 550303    | VDL       | Jonckheere Transit 2000             | 2002     | |
| 550304    | VDL       | Jonckheere Transit 2000             | 2002     | reservebus in Roeselare |
| 550305    | VDL       | Jonckheere Transit 2000             | 2002     | |
| 550306    | VDL       | Jonckheere Transit 2000             | 2002     | |
| 550307    | VDL       | Jonckheere Transit 2000             | 2002     | BUITEN DIENST |
| 550308    | VDL       | Jonckheere Transit 2000             | 2004     | |
| 550309    | VDL       | VDL Bus & Coach Citea LE            | 2012     | |
| 550310    | VDL       | VDL Bus & Coach Citea LE            | 2012     | |
| 550311    | VDL       | VDL Bus & Coach Citea LE            | 2012     | |
| 550312    | VDL       | VDL Bus & Coach Citea LE            | 2012     | |
| 550313    | VDL       | VDL Bus & Coach Citea LE            | 2013     | |
| 550314    | VDL       | Jonckheere Transit 2000             | 2014     | bouwjaar 2007, ex 502601 die hernummerd werd                                                                                |

De nummers 500101 tot 500110 waren voor 2007 van het type Mercedes Cito. De nieuwe Citaro K's begonnen binnen te komen vanaf nummer 500111, daarna 500112 en 500113 en pas daarna werden de Cito's vervangen door Citaro K's vanaf 2007.
Na de besparingsronde in juli 2012 zouden er te veel voertuigen zijn bij dit bedrijf na bijna een halvering van het stadsnet (2 lijnen geschrapt en verlaging van de frequentie) en het schrappen van de sneldiensten op lijn 80 in de daluren. Het zijn er 5: 500103, 500104, 500106, 500107 en 500110. Deze zullen worden verkocht.